# Амстердамская школа
Амстерда́мская шко́ла (нидерл. Amsterdamse School) — архитектурный стиль, возникший и развивавшийся в Нидерландах в первой трети XX века. Частный случай архитектурного экспрессионизма.
Вдохновлённый социалистическими идеями, этот стиль применялся при строительстве зданий самого разного назначения, в том числе особняков и многоквартирных домов. На архитектуру Амстердамской школы оказали влияние как неоготика и архитектура эпохи Возрождения, так и работы выдающегося нидерландского архитектора Хендрика Петрюса Берлаге.
Постройки Амстердамской школы, испытавшие влияние экспрессионизма, часто имели закруглённую, «органическую» форму фасадов и множественные декоративные элементы, не носившие функционального назначения: шпили, скульптурные изображения и окна с горизонтальной «расстекловкой», напоминавшей лестницу.
Движение «Амстердамская школа» зародилось в архитектурном бюро Эдуарда Кёйперса в Амстердаме. Несмотря на то, что самого Э. Кёйперса вряд ли можно было отнести к прогрессивным художникам, он не ограничивал архитекторов, работавших под его началом, в возможности творить. Три лидера Амстердамской школы — Мишель де Клерк, Йохан ван дер Мей и Пит Крамер — работали у Кёйперса до 1910 года. Побудительным мотивом движения стало развитие Амстердама. Дело в том, что в 1905 году городом был впервые принят градостроительный кодекс, и вскоре городские власти наняли Йохана ван дер Мея в качестве специального «советника по эстетике» для проведения слаженной политики в области городской архитектуры.
Первым произведением Амстердамской школы считают кооперативно-торговый «Схепвартхёйс» (Дом судоходства, нидерл. Scheepvaarthuis), построенный в 1912 году по проекту ван дер Мея с участием де Клерка и Крамера. «Схепвартхёйс» воплотил в себе те черты, которые стали основными приметами стиля Амстердамской школы. Он был кирпичным, имел крышу сложной формы и большое количество украшений: декоративную кладку стен, художественное стекло, кованые элементы и скульптурные украшения. Целью применения этих элементов было создание единого в стилистическом плане экстерьера и интерьера социального здания.
Наиболее важным и «плодовитым» участником Амстердамской школы был Мишель де Клерк. Другими членами движения были: Ян Гратама (нидерл. Jan Gratama), который подарил движению его название, Б. Т. Буйинга (нидерл. B. T. Boeyinga), П. Х. Эндт (нидерл. P. H. Endt), Х. Т. Вейдевелд (нидерл. H. Th. Wijdeveld), Й. Ф. Стал (нидерл. J. F. Staal), К. Й. Блау (нидерл. C. J. Blaauw) и П. Л. Марнетте (нидерл. P. L. Marnette). С 1918 по 1931 годы издавался журнал «Вендиген» (нидерл. Wendingen, «Повороты» или «Перемены»), который был рупором Амстердамской школы.
Наиболее известные произведения Амстердамской школы находятся в Амстердаме, и среди них — «Корабль», главное произведение этого стиля, построенный Мишелем де Клерком. Движение и его последователи принимали активное участие в разработке перспективного плана развития Амстердама под руководством Х. П. Берлаге. Однако после смерти де Клерка Амстердамская школа утратила своё ведущее значение на нидерландской архитектурной сцене. Построенный в 1924 году в Гааге универсальный магазин «Де Бейенкорф» (нидерл. De Bijenkorf) считается последним образцом классической Амстердамской школы. Здания в стиле Амстердамской школы (в основном протестантские церкви) возводились вплоть до начала Второй мировой войны, однако влияние этого стиля уже не имело прежнего значения.